# Kim Ki-taek
Kim Ki-taek es un poeta coreano.

## Biografía
Aunque muchos artistas piensan que un trabajo corriente, en especial una vida como oficinista, supone un obstáculo para la creatividad, el poeta coreano Kim Ki-taek (nacido en 1957 en Anyang, provincia de Gyeonggi, Corea del Sur) ha conseguido éxito como poeta mientras trabajaba a la vez a jornada completa. Kim Ki-taek quedó huérfano y lo enviaron a un orfanato de Anyang desde el Hospital Municipal Infantil de Seúl en 1961. Tuvo que arreglárselas por sí mismo y adaptarse a las situaciones de la sociedad desde que era muy joven, por lo que siempre ha tenido un fuerte deseo de tener una posición estable en la sociedad. Ha trabajado como profesor en la Universidad Virtual Kyung Hee.

## Obra
Su poesía es de corte realista y se centra en el carácter físico de los seres humanos y en la relación entre el cuerpo y la violencia que se le inflige a éste. El poeta cree que el miedo y la compulsión son partes integrales del cuerpo humano. La violencia material y psicológica que sufre el cuerpo deja su rastro, y este rastro finalmente se manifiesta de varias formas que muestran el sentido propio de uno mismo. Kim Ki-taek observa con precisión este proceso y lo plasma en su poesía, por esto se le describe como "un observador de detalles con precisión microscópica".
Una serie de poemas, como "El ratón", "El tigre", "La serpiente" y "La vaca", emparentados por el tema central del instinto por sobrevivir, muestran de forma directa y sin sentimentalismos la tensión que resulta de la violencia y el sufrimiento inherentes al juego de la supervivencia. Sin embargo, la fría lógica de la supervivencia que domina en su mundo poético se ve rota por la presencia de una nueva vida, como "una vieja llorando delante de una estación de metro" o "el sonido de un insecto que viene de una televisión en medio de la noche". En una historia llena de violencia y sufrimiento, grabada en nuestro cuerpo durante muchas generaciones, el poeta descubre la brizna de un nuevo mundo maravilloso, lleno de pureza, inocencia y misterio.

## Premios
- Premio Kim Soo-young de literatura (1995)
- Premio de literatura contemporánea (Hyundae Munhak) (2001)
- Premio Yi Soo de literatura (2004)
- Premio  Midang de literatura (2004)
- Premio Ji Hoon de literatura (2006)
- Premio Sanghwa de poesía (2009)
- Premio Kyung Hee de literatura (2009)
- Premio Pyeongun de literatura (2013)[5]

## Obras traducidas al español
- El chicle (Kkeom), México: Bonobos, 2012

## Obras en coreano (lista parcial)
- Sueño fetal (Taea-ui jam 1991)
- Tormenta en el ojo de una aguja (Baneulgumeong sok-ui pokpung 1994)
- El oficinista (Samuwon 1999)
- La vaca (So 2005)
- El chicle (Kkeom 2009)
- Crack, Crack (Gallajinda gallajinda 2012)